# Il'ja Gul'tjaev
Il'ja Aleksandrovič Gul'tjaev (in russo Илья Александрович Гультяев?; Vologda, 5 settembre 1988) è un ex calciatore russo, di ruolo difensore.

## Carriera
Ha giocato nella massima serie dei campionati russo, armeno e bielorusso.